# Фимбулвинтер
У нордијској митологији, Fimbulvetr (или fimbulvinter), је претходница Рагнарока. 

## Основни подаци
Фимбулвинтер је оштра зима која претходи смаку света и приводи крају сав живот на Земљи. Фимбулвинтер су три узастопне зиме у којима снег долази из свих смерова. Нема лета између тих зима. Током тог периода дешаваће се безбројни ратови и браћа ће убијати браћу.
Догађај је нарочито описан у старонордијској поетској Еди. У поеми Вафтруднисмал (Вафтруднирова казивања), Один поставља питање Вафтрудниру ко ће од људске врсте преживети Фимбулвинтер. Вафтруднир одговара да ће Лиф и Лифтрасир преживети и живети у шуми Ходмимир. 
Овај мит је можда повезан са екстремним временским приликама 535-536 које су резултовале знатним падом температура у северној Европи. Такође је постојало неколико популарних идеја о томе да ли је овај податак из митологије повезан са климатским променама које су се десиле у нордијским земљама крајем нордијског бронзаног доба око 650. п. н.е. Пре ових климатских промена, нордијске земље су биле много топлије.У Данској, Норвешкој, Шведској и другим нордијским земљама, појам фимбулвинтер се и даље користи да опише необично хладне и оштре зиме.

## Етимологија
Од старонордијског 'ужасна, велика зима'. Префикс „fimbul“ значи „велик“ па је тачна интерпретација речи је „велика зима“.